# Pseudobankesia macedoniella
Pseudobankesia macedoniella är en fjärilsart som beskrevs av Hans Rebel 1919. Pseudobankesia macedoniella ingår i släktet Pseudobankesia och familjen säckspinnare. Inga underarter finns listade i Catalogue of Life.